# Prospero (Mond)
Prospero (auch Uranus XVIII) ist der sechsundzwanzigstinnerste der 28 bekannten und der siebte der äußeren irregulären Monde des Planeten Uranus. Er ist einer der kleineren natürlichen Satelliten des Planeten.

## Entdeckung und Benennung
Prospero wurde am 18. Juli 1999 durch ein Team bestehend aus den Astronomen Matthew J. Holman, John J. Kavelaars, Brett J. Gladman, Jean-Marc Petit und Hans Scholl auf fotografischen Aufnahmen zusammen mit den Uranusmonden Stephano und Setebos entdeckt. Die Aufnahmen wurden durch das 3,6-Meter-Canada-France-Hawaii Telescope auf dem Mauna Kea auf Hawaii (USA) angefertigt. Die Entdeckung wurde am 4. September 1999 bekannt gegeben; der Mond erhielt zunächst die vorläufige Bezeichnung S/1999 U 3.
Am 21. August 2000 hat der Mond dann den offiziellen Namen Prospero erhalten, wie alle irregulären Uranusmonde außer Margaret nach einer Gestalt in William Shakespeares Komödie Der Sturm. Der Zauberer Prospero war der rechtmäßige Herzog von Mailand. Sein Bruder Antonio riss mit Hilfe von Alonso, dem König von Neapel, die Macht im Herzogtum an sich. Prospero wurde gezwungen, mit seiner Tochter Miranda auf eine Insel im Mittelmeer zu flüchten, wo er seine magischen Kräfte perfektionierte, um sein Herzogtum zurückzugewinnen. Er veranlasste, dass Alonso und Antonio auf seiner Insel Schiffbruch erlitten. Er versöhnte sich schließlich mit ihnen und wurde wieder Gebieter über sein Herzogtum.
Bislang wurden alle Uranusmonde nach Figuren von Shakespeare oder Alexander Pope benannt. Die ersten vier entdeckten Uranusmonde (Oberon, Titania, Ariel, Umbriel) wurden nach Vorschlägen von John Herschel, dem Sohn des Uranus-Entdeckers Wilhelm Herschel, benannt. Später wurde die Tradition der Namensgebung beibehalten.
Die vorläufige Bezeichnung S/1999 U 3 entspricht der Systematik der Internationalen Astronomischen Union (IAU).

## Bahneigenschaften

Einordnung in die irregulären Monde

Prospero umläuft Uranus auf einer retrograden, relativ stark elliptischen Umlaufbahn zwischen 9.000.000 und 23.500.000 km von dessen Zentrum (Große Bahnhalbachse 16.256.000 km). Die Bahnexzentrizität beträgt 0,4445, die Bahn ist 151,83° gegenüber der Ekliptik geneigt. Prospero ist knapp 28 mal so weit von Uranus entfernt wie der äußerste reguläre Mond Oberon.
Bedingt durch die große Distanz zu Uranus und gravitative Störungen durch die Sonne und andere Faktoren sind die Bahnparameter dadurch möglicherweise variabel; der Mond könnte vielleicht auch (wieder) in eine heliozentrische Umlaufbahn gelangen.
Prospero ist ein Mitglied der Sycorax-Gruppe, einer Untergruppe der irregulären Monde mit sehr hoher Exzentrizität und hohen Bahnneigungen zwischen 140 und 170°, zu der auch Sycorax, Setebos und Ferdinand gehören.
Die Umlaufbahn des nächstinneren Mondes Margaret ist im Mittel etwa 1,74 Millionen km von Prosperos Orbit entfernt, die Entfernung der Bahn des nächstäußeren Mondes Setebos beträgt im Mittel etwa 1,26 Millionen km.
Prospero umläuft Uranus in rund 1977 Tagen beziehungsweise rund 5,5 Erdjahren. Prospero benötigt für einen Umlauf um Uranus also etwa 9 Monate länger als der Zwergplanet Ceres um die Sonne.

## Physikalische Eigenschaften
Prospero hat einen Durchmesser von geschätzten 50 km, beruhend auf dem für ihn angenommenen Rückstrahlvermögen von 4 %. Die Oberfläche ist damit jedenfalls ausgesprochen dunkel. Seine Dichte wird auf 1,5 g/cm3 geschätzt. Damit dürfte der Mond zum überwiegenden Teil aus Wassereis und silikatischem Gestein zusammengesetzt sein. An seiner Oberfläche beträgt die Schwerebeschleunigung 0,011 m/s2, dies entspricht etwa 1 Promille der irdischen. Prospero erscheint im Spektrum in grauer Farbe.

## Entstehung
Es wird angenommen, dass Prospero ein eingefangenes Objekt des Kuipergürtels ist und nicht in der Akkretionsscheibe, die das Uranussystem formte, entstanden ist. Es ist denkbar, dass der Mond von einem Kuipergürtelobjekt zunächst zu einem Zentauren wurde und daraufhin durch Uranus eingefangen wurde. Der exakte Einfangmechanismus ist nicht bekannt, doch das Einfangen eines Mondes benötigt die Dissipation von Energie. Die Hypothesen reichen von Einzug von Gas der protoplanetaren Scheibe, Interaktionen im Rahmen des Mehrkörperproblems und Einfang durch die stark anwachsende Masse von Uranus. Die orbitalen Parameter weisen darauf hin, dass Prospero zu derselben dynamischen Gruppe wie Sycorax und Setebos gehört und diese Monde daher wahrscheinlich einen gemeinsamen Ursprung haben.